# Jardang
Jardang je oster greben, kakršnega najdemo v puščavah, kjer stalno pihajo vetrovi v eno smer in nosijo večje količine abrazivnega sredstva (v tem primeru peska). Jardangi ležijo vzporedno s smerjo pihanja prevladujočega vetra, ločujejo jih podolgovate kotanje, ki jih je izdolbla vetrna erozija. Dolgi so od nekaj do 100 metrov, visoki 5–15 m. Nastanejo zlasti v erozijsko manj odpornih kamninah, ki jih prekriva odpornejša plast. 